# Шолларская вода
Шолларская вода (азерб. Şollar suyu) — родниковая вода, добываемая в селе Шоллар Хачмазского района Азербайджанской Республики.

## История

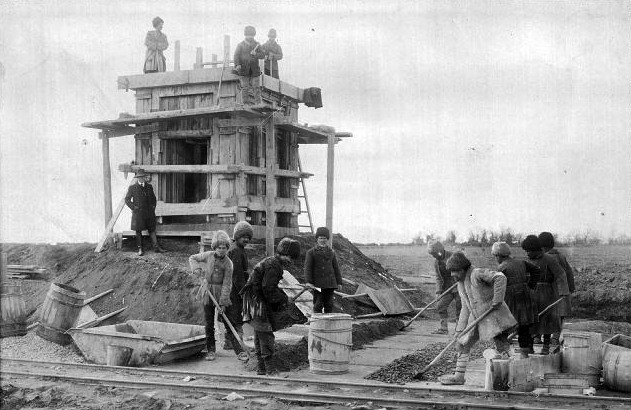
Строительство Баку-Шолларского водопровода. Начало XX века.

В середине XIX века в Баку сложилась катастрофическая ситуация с чистой питьевой водой: вода из колодцев была солоноватой на вкус и не всегда чистой. В городе всё чаще появлялись случаи заболевания холерой, дифтеритом, скарлатиной, брюшным и сыпным тифом. Поэтому в конце 1860-х годов в окрестностях Бакинской крепости начались изыскания питьевой воды.
В сентябре 1879 года на заседании Бакинской городской думы гласный Гаджи Зейналабдин Тагиев предложил ассигновать на изыскание воды и составление проекта будущего водопровода сумму в 1000 рублей. Под руководством геолога Бецевича выяснилось, что количество подпочвенной воды, собранной в самом городе и его окрестностях, достаточно для местного потребления, однако её качество было неудовлетворительным. В мае 1880 года Бакинская дума создала комиссию по поискам подпочвенных вод в окрестностях Баку.
В 1884 году инженером Отто Ленцем была найдена вода в бакинских селах Маштага и Бузовна, однако она оказалась непригодной для питья из-за высокого процента содержания солей, а её очистка была признана нерентабельной.

## Водопровод

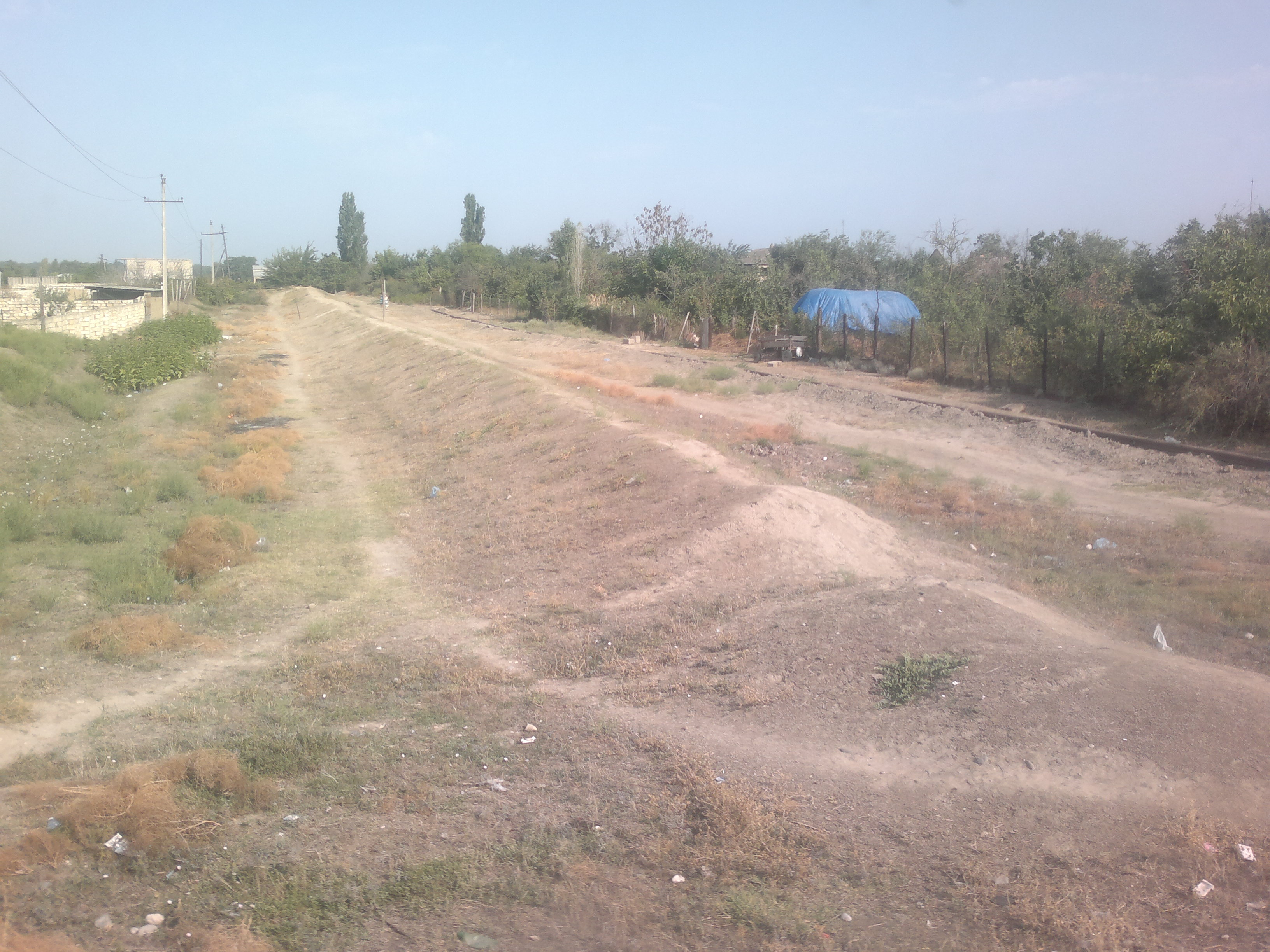
Баку-Шолларский водопровод близ Худата

В 1899 году Гаджи Зейналабдин Тагиев пригласил из Франкфурта-на-Майне известного английского инженера Вильяма Линдлея, имевшего опыт прокладки водопровода в городах Европы.
В октябре 1899 года Линдлей начинает изыскательные работы в богатом родниками и реками Кубинском уезде. Вода, удовлетворяющие требованиям, была найдена в примерно в 180 километрах от Баку, в селениях Шоллар и Ферсали, расположенных на возвышенной равнине. В мае 1901 года, во время своего следующего визита в Баку, Линдлей предоставил доклад Бакинской думе, после чего 23 июня 1901 года его проект был утверждён, а на его реализацию выделено 35.000 руб (25.000 из них лично внёс гласный Думы Алимарданбек Топчибашев).
В 1902 году Дума ассигновала на строительство водопровода 182 тысячи рублей. Осенью 1903 года представители Линдлея предоставили в Баку его окончательный проект.
Бурение скважин производилось французской компанией под личным контролем Линдлея. Работы по строительству начались в феврале 1904 года, однако продолжались со значительными перерывами из-за последовавших революционных событий и нескольких эпидемий холеры.
Наконец, 5 мая 1909 года, городской думой был окончательно решён вопрос о постройке единственного в России по своей протяженности Баку-Шолларского водопровода (177 километров): при управе был создан «Отдел по постройке водопровода», инженером проекта был назначен его непосредственный автор. В январе 1912 года в связи с представленным Бакинской думой ходатайством император Николай II издал указ о переходе определённого количества земель в собственность города Баку.
Активно помогал сооружению водопровода Шоллар-Баку Г. З. Тагиев. Выступая же против противников этого проекта, Тагиев заявил:
Точно так же как вечен Шахдаг своим снегом и ледниками, вечна и вода Шолларского источника. А я не пожалею денег и сил, чтобы обеспечить родной город водой, даже если мне придётся потратить всё своё состояние.
К концу 1916 года строительство Баку-Шолларского водопровода было в основном завершено. В январе 1917 года состоялась сдача Шолларского водопровода. 21 января 1917 года в Баку на Красноводской улице (ныне ул. С. Вургуна) появилась первая шолларская вода. Водопровод, при мощности каменного водовода в 6 миллионов вёдер воды, был рассчитан на суточную подачу в 3 миллиона вёдер. Весь путь по водопроводу, начиная от артезианских насосов в селе Шоллар и заканчивая посёлком Насосный близ города Сумгаит (около 190 километров), вода течёт самотёком.
Вспоминая о грандиозности выполненных работ, сэр Линдлей признавался:
Только в Западной Европе мною были проведены водопроводные и канализационные сооружения в 35 городах, но такой технически грандиозной работы и столь сложной, как постройка данного водопровода, на мою долю не выпадало.сэр Линдлей
В 1991 году в Азербайджане снят документальный фильм «Живая Вода», посвященный истории создания водопровода и качеству воды.

## Состав
Шолларская вода хороша на вкус и чиста настолько, что не требует специальной очистки — её только хлорируют. По результатам микробиологического и химического тестирования Dr. Kaiser & Dr. Woldmann (Гамбург, Германия) шолларская вода была одобрена как питьевая вода наилучшего качества в Азербайджане.

## Производство
Существует несколько компаний, берущих воду непосредственно из Шолларского водопровода. Шолларскую воду разливают по бутылкам ёмкостью от 0,5 до 20 литров такие компании как «İpəksu», «AquaVita», «Coca-Cola Azerbaijan», «Pepsi-Cola Azerbaijan» и другие. Официальный представитель компании «Кока-Кола» в Азербайджане, комментируя горький привкус в продукте «Бонаква», заявил, что это связано с составом шолларской воды.